# Andorre aux Jeux olympiques d'été de 2008
L'Andorre participe aux Jeux olympiques d'été de 2008 à Pékin en Chine du 8 août au 24 août 2008. Il s'agit de sa 9e participation à des Jeux olympiques d'été. La délégation d'Andorre est composé de 5 athlètes (3 hommes et 2 femmes). Aucun de ces 5 athlètes n'a remporté de médailles.
L'athlète la plus jeune est Montserrat García (canoë-kayak) avec 18 ans et l’athlète le plus âgé est Toni Bernadó (athlétisme) avec 41 ans.

## Athlétisme
Hommes
Courses
| Athlète        | Épreuve  | Séries   | Séries | Quarts de finale | Quarts de finale | Demi-finales | Demi-finales | Finale   | Finale |
| Athlète        | Épreuve  | Résultat | Rang   | Résultat         | Rang             | Résultat     | Rang         | Résultat | Rang   |
| -------------- | -------- | -------- | ------ | ---------------- | ---------------- | ------------ | ------------ | -------- | ------ |
| Antoni Bernadó | Marathon | NC       | NC     | NC               | NC               | NC           | NC           | 2.26:29  | 58e    |

Femmes
Courses
| Athlète          | Épreuve | Séries   | Séries                  | Quarts de finale | Quarts de finale | Demi-finales | Demi-finales | Finale   | Finale |
| Athlète          | Épreuve | Résultat | Rang                    | Résultat         | Rang             | Résultat     | Rang         | Résultat | Rang   |
| ---------------- | ------- | -------- | ----------------------- | ---------------- | ---------------- | ------------ | ------------ | -------- | ------ |
| Montserrat Pujol | 100 m   | 12 s 73  | 7e - série 6 (éliminée) | –                | –                | –            | –            | –        | –      |

## Canoë-kayak

### Slalom
femmes
| Athlète           | Compétition | Éliminatoires | Éliminatoires | Éliminatoires | Éliminatoires | Demi-finales | Demi-finales | Finale   | Finale |
| Athlète           | Compétition | Course 1      | Rang          | Course 2      | Rang          | Résultat     | Rang         | Résultat | Rang   |
| ----------------- | ----------- | ------------- | ------------- | ------------- | ------------- | ------------ | ------------ | -------- | ------ |
| Montserrat García | K1 femmes   | 1:54.67       | 21e           | 1:40.26       | 11e           | –            | –            | –        | –      |

## Judo
| Athlète                | Compétition    | 1/32 de finale                  | 1/16 de finale      | 1/8 de finale       | Quarts de finale    | Demi-finales        | Repêchage 1         | Repêchage 2         | Finale              | Finale |
| Athlète                | Compétition    | Adversaire Résultat             | Adversaire Résultat | Adversaire Résultat | Adversaire Résultat | Adversaire Résultat | Adversaire Résultat | Adversaire Résultat | Adversaire Résultat | Rang   |
| ---------------------- | -------------- | ------------------------------- | ------------------- | ------------------- | ------------------- | ------------------- | ------------------- | ------------------- | ------------------- | ------ |
| Daniel García González | Moins de 66 kg | Battu par Arencibia (CUB) ippon | –                   | –                   | –                   | –                   | –                   | –                   | –                   | –      |

## Natation
| Athlète        | Épreuve          | Séries  | Séries        | Demi-finales | Demi-finales | Finale | Finale |
| Athlète        | Épreuve          | Temps   | Rang          | Temps        | Rang         | Temps  | Rang   |
| -------------- | ---------------- | ------- | ------------- | ------------ | ------------ | ------ | ------ |
| Hocine Haciane | 400 m nage libre | 4:32.00 | 29e (éliminé) | –            | –            | –      | –      |